# Kévin Boli
Kévin Gnonher Boli (Lens, 21 giugno 1991) è un calciatore francese naturalizzato ivoriano, difensore del Macarthur.

## Biografia
Viene da una famiglia di calciatori: oltre a lui sono stati calciatori professionisti anche il padre Roger, il cugino Yannick, lo zio Basile e i fratelli Yohan e Charles.

## Caratteristiche tecniche
È un difensore centrale.

## Carriera

### Club
Ha esordito il 23 luglio 2011 in un match di Coupe de la Ligue vinto 4-1 contro il Monaco.

### Nazionale
Ha giocato nella nazionale ivoriana Under-20.

## Statistiche

### Presenze e reti nei club
Statistiche aggiornate al 19 maggio 2019.
| Stagione                 | Squadra                  | Campionato               | Campionato | Campionato | Coppe nazionali | Coppe nazionali | Coppe nazionali | Coppe continentali | Coppe continentali | Coppe continentali | Altre coppe | Altre coppe | Altre coppe | Totale | Totale | Totale |
| Stagione                 | Squadra                  | Comp                     | Pres       | Reti       | Comp            | Pres            | Reti            | Comp               | Pres               | Reti               | Comp        | Pres        | Reti        | Pres   | Reti   |        |
| ------------------------ | ------------------------ | ------------------------ | ---------- | ---------- | --------------- | --------------- | --------------- | ------------------ | ------------------ | ------------------ | ----------- | ----------- | ----------- | ------ | ------ | ------ |
| 2011-2012                | Sedan                    | L2                       | 13         | 0          | CF+CdL          | 1+3             | 0+1             |                    | -                  | -                  |             | -           | -           | 17     | 1      |        |
| 2012-2013                | Sedan                    | L2                       | 28         | 2          | CF+CdL          | 0+1             | 0               |                    | -                  | -                  |             | -           | -           | 29     | 2      |        |
| Totale Sedan             | Totale Sedan             | Totale Sedan             | 41         | 2          |                 | 5               | 1               |                    | -                  | -                  |             | -           | -           | 46     | 3      |        |
| 2013-2014                | Mouscron-Péruwelz        | TK                       | 29+4       | 1          | CB              | 1               | 1               |                    | -                  | -                  |             | -           | -           | 34     | 2      |        |
| 2014-2015                | Mouscron-Péruwelz        | PL                       | 23         | 1          | CB              | 1               | 0               |                    | -                  | -                  |             | -           | -           | 24     | 1      |        |
| Totale Mouscron-Peruwelz | Totale Mouscron-Peruwelz | Totale Mouscron-Peruwelz | 56         | 2          |                 | 2               | 1               |                    | -                  | -                  |             | -           | -           | 58     | 3      |        |
| 2015-2016                | Viitorul Costanza        | L1                       | 28         | 1          | CR+CL           | 3+2             | 0               |                    | -                  | -                  |             | -           | -           | 33     | 1      |        |
| 2016-2017                | Viitorul Costanza        | L1                       | 33         | 3          | CR+CL           | 2+1             | 0               | UEL                | 0                  | 0                  |             | -           | -           | 36     | 3      |        |
| ago. 2017                | Viitorul Costanza        | L1                       | 7          | 0          | CR              | 0               | 0               | UCL+UEL            | 2+1                | 0                  | SR          | 1           | 0           | 11     | 0      |        |
| Totale Viitorul Costanza | Totale Viitorul Costanza | Totale Viitorul Costanza | 68         | 4          |                 | 8               | 0               |                    | 3                  | 0                  |             | 1           | 0           | 80     | 4      |        |
| 2017-2018                | CFR Cluj                 | L1                       | 14         | 0          | CR              | 0               | 0               |                    | -                  | -                  |             | -           | -           | 14     | 0      |        |
| 2018                     | Guizhou Zhicheng         | CSL                      | 12         | 1          | CC              | 1               | 0               | -                  | -                  | -                  | -           | -           | -           | 13     | 1      |        |
| 2018-2019                | CFR Cluj                 | L1                       | 10         | 0          | CR              | 0               | 0               |                    | -                  | -                  |             | -           | -           | 10     | 0      |        |
| Totale CFR Cluj          | Totale CFR Cluj          | Totale CFR Cluj          | 24         | 0          |                 | 0               | 0               |                    | -                  | -                  |             | -           | -           | 24     | 0      |        |
| Totale Carriera          | Totale Carriera          | Totale Carriera          | 201        | 9          |                 | 14              | 2               |                    | 3                  | 0                  |             | 1           | 0           | 219    | 11     |        |

## Palmarès

### Club

#### Competizioni nazionali
- Campionato rumeno: 5

Viitorul Costanza: 2016-2017
CFR Cluj: 2017-2018, 2018-2019, 2019-2020
Farul Costanza: 2022-2023